# ماركو فريتز
ماركو فريتز (بالألمانية: Marco Fritz)‏ هو حكم كرة قدم ألماني، ولد في 3 أكتوبر 1977 في Korb ‏ في ألمانيا.